# Charidotella marginepunctata
Charidotella marginepunctata es un coleóptero de la familia Chrysomelidae.
Fue descrita científicamente en 2004 por Borowiec.